# The Troublesome Step-Daughters
The Troublesome Step-Daughters è un cortometraggio muto del 1912 diretto da George D. Baker.

## Trama
Un vedovo, padre di quattro ragazze ormai adulte, decide di risposarsi. Porta a casa la nuova moglie, ma le quattro figlie cercheranno di rendere la vita impossibile alla loro matrigna.

## Produzione
Il film fu prodotto dalla Vitagraph Company of America.

## Distribuzione
Distribuito dalla General Film Company, il film - un cortometraggio in una bobina - uscì nelle sale cinematografiche statunitensi il 6 luglio 1912.